# Джеймс I (Шотландия)
Вижте пояснителната страница за други личности с името Джеймс I.
Джеймс I Стюарт (на английски: James I; на латински: Jakobus I, Яков; на шотландски келтски: Séamus I, Шеймъс, IPA:[ˈʃeɪməs]; * 25 юли 1394; † 21 февруари 1437) е крал на Шотландия от 1406 до смъртта си. Фактически обаче управлява страната от 1427 г., тъй като от 1406 до 1427 е заложник в Англия. След осовбождаването си Джеймс I се опитва да централизира властта в Шотландия и да създаде силна кралска власт, поради което е убит от недоволни шотландски барони.

## В английски плен
Джеймс е роден на 25 юли 1394 в Дънфърмлин, Графство Файф, Шотландия. Той е трети син на крал Робърт III Стюарт и Анабела Дръмонд.
През 1402 по-големият брат на Джеймс – Дейвид Стюарт, е арестуван по заповед на чичо си Робърт, херцога на Олбани, и е оставен да умре от глад в затвора във Фолкланд, Файф. Така Олбани завзема властта в Шотландия, а Джеймс става наследник на престола. Опасявайки се за живота и на Джеймс, през февруари 1406 Робърт III изпраща тайно сина си в Дъртлътън, откъдето принцът трябвало да се качи на кораб за Франция. Научавайки за това, Робърт Олбани изпраща значителни войски след Джеймс. В разигралото се сражение стражите на принца успяват да го евакуират с лодка на един пуст остров - Бас Рок, където прекарват близо месец преди пристигането на френския кораб. Робърт Олбани уведомява за това английския крал, който организира нападение над кораба, превозващ принца към Франция. Така 11-годишният Джеймс е пленен от англичаните и е отведен в Англия.
Като научава за съдбата на сина си, Робърт III получава сърдечен удар и умира на 4 април 1406 г. в замъка в Родсей, Шотландия. В Англия Джеймс прекарва в плен цели 18 години. През това време властта в Шотландия се упражнява от чичо му Робърт и неговия син Мърдок. Преговорите за освобождаването на Джеймс започват скоро, но те били водени без особена енергия, тъй като Робърт и Мърдок нямали интерес от завръщането на Джеймс.
В Англия Джеймс I е принуден да придружава Хенри V в походите му във Франция, докато шотландците се сражават срещу англичаните на страната на дофина Шарл. В Англия Джеймс I среща и голямата си любов Джоан Бофор, за която се жени през 1424 г. В нейна чест той написва поемата „Kingis Quair“, един от най-добрите образци на средновековната англо-шотландска поезия.
Преговорите за освобождаването на Джйемс напредват след смъртта на херцог Олбани и завършват на 4 декември 1423 г., когато в Лондон е подписан договор, според който Джеймс получава свободата си на цена от 40 хиляди лири стерлинги. Шотландксият крал се завръща в родината си през май 1424 г.

## Управление

### Реформите на Джеймс I
По време на престоя си в Англия Джеймс става един от най-образованите крале в историята на Шотландия. В Англия младият крал получава добро образование, което развива неговите поетически, музикални и спортни умения. Добрата школовка на английска почва помага на Джеймс I да развие собствени възгледи и идеи, както и решителност за тяхното реализиране.
След завръщането си в Шотландия Джеймс I изготвя мащабна реформаторска програма за укрепването на законността и правния порядък в кралството му: въведени са специални мерки против злоупотребите на бароните, забранени са междуособните войни и съюзите между магнатите. В цялата страна съдебната система е унифицирана: въведено е общо кралско право, местните норми и обичаи са обявени за недействителни; започва и решителна борба срещу ширещата се корупция. Освен това кралят се опитва да заздрави състоянието на кралската хазна. Финансовите начинания на Джеймс I обаче постигат по-скромен успех – въведеният подоходен данък е отменен след две години заради съпротивата на съсловията. Въпреки че приходите на хазната се увеличават, те не успяват да достигнат нивата при крал Дейвид II. Реформите на Джеймс I срещат съпротивата на крупните шотландки магнати (Дъглас и Олбани). Това принуждава Джеймс да предприеме крути мерки, за да сломи съпротивата им – през 1425 кралят арестува и екзекутира братовчед си Мърдок, херцога на Олбани, и семейството му и конфискува имуществото им.
Разгромът на рода Олбани фактически бележи извършването на роялистки преврат в Шотландия. Кралската власт е укрепена, магнатите са отстранени от властта, в администрацията са привлечени дребни аристократи, свещеници и обикновени граждани. Главна опора на режима става самата личност на Джеймс I и популярността му сред народа. Увеличава се и политическата роля на шотландския парламент, чийто облик придобива завършен вид именно при Джеймс I. С подкрепата на парламента Джеймс I разгръща невиждана дотогава в Шотландия законотворческа дейност – нормативна регулация получават почти всички аспекти на обществения живот в Шотландия.

### Външна политика
Успешното провеждане на множеството реформи във вътрешнополитическия живот на Шотландия до голяма степен е обусловено от благоприятната външнополитическа конюнктура. След смъртта на Хенри V Англия престава да бъде опасност за Шотландия. През 1424 г. Джеймс I продължава примирието с Англия. Постепенно кралят спира изплащането на откупа си от 40 хиляди лири стерлинги, от които англичаните получили едва половината.
Джеймс I продължава и военния съюз между Шотландия и Франция – шотландците на служба при Шарл VII продължили да воюват срещу англичаните, а през 1434 г. дъщерята на Джеймс I Маргарет е омъжена за дофина Луи.

### Джеймс I и Църквата
Укрепването на кралската власт в Шотландия дава възможност на краля да разгърне борбата си срещу влиянието на римския папа в страната. През 1426 г. по предложение на Джеймс I парламентът забранява контактите с папата без изричното позволение на краля, както и закупуването на пенсии и постове в Шотландската църква. Представители на Джеймс I участват активно и на събора в Базел, който се опитва да ограничи властта на папата.
Джеймс I гледа на църковната организация в Шотландия като част от държавния апарат и често се намесва в църковните дела, като се стреми да ограничи корупцията в Шотландската църква и да повдигне нейния авторитет. Джеймс I е последният шотландски крал, който отпуска средства за строеж на манастири, и първият, при когото започва да работи и инквизицията в Шотландия.

### Краят на управлението
Засилването на кралската власт в Шотландия засяга най-вече интересите на едрите шотландски барони. Репресиите срещу редица шотландски магнатски фамилии, съпровождани с конфискации на техните земи, увеличава размера на кралския домен в Шотландия – през 1424 е конфискувано Графство Бахън, през 1425 към земите на короната са присъединени графствата Файф, Ментейт и Ленъкс, през 1427 – Графство Стрейтърн, през 1435 – Марч и Мер. Неуспешни се оказват опитите на краля да подчини високите части на страната – арестът на водачите на планинските кланове през 1428 и формалното подчинение на лорда на Островите не дават резултат. През 1431 г. кралските войски начело с Александър Стюарт, граф на Мер, дори били разбити от планинците при Харлоу.
През 1437 г. войната с Англия започва отново, но действията на Джеймс I не са успешни – неуспешната обсада на Роксбург предизвиква недоволството на шотландските барони. Така през 1437 г. крупни магнати организират заговор срещу Джеймс I. Начело на заговорниците застава чичото на краля – граф Уолтър Стюарт. Джеймс I е убит от заговорниците през нощта на 21 февруари 1437 г. в замъка в Пърт.

## Крал и поет
Освен като виден държавник, Джеймс I се отличава и с поетическите си дарби. Неговите творби са събрани и издадени през 1783 г. В Бодлеанската библиотека в Оксфорд се съхранява ръкописът на поемата на Джеймс I „Kingis Quair“, написана в чест на съпругата му. На Джеймс I принадлежи и стихотворението „Christis Kirk on the Grene“, което в шеговит стил описва живота в шотландското село. На Джеймс I се приписва и авторството на много други малки стихотворения.

## Семейство
През 1424 г. Джеймс I се жени за Джоан Бофор, братовчедка на английския крал Хенри V. От Джоан Джеймс I има осем деца:
- Маргарет Стюарт, принцеса на Шотландия (1424 – 1445), омъжена за френския крал Луи XI
- Изабел Стюарт, принцеса на Шотландия (1426 – 1494), омъжена за бретанския херцог Франсоа I
- Елеонор Стюарт, принцеса на Шотландия (1433 – 1484), омъжена за австрийския ерцхерцог Сигизмунд
- Мери Стюарт, графиня на Бахън († 1465)
- Джоан Стюарт, графиня на Мортън (ок. 1428 – 1486)
- Александър Стюарт (†1430)
- Джеймс II Стюарт, крал на Шотландия (1430 – 1460)
- Анабел Стюарт, принцеса на Шотландия.